# Noordeinder Vermaning
De Noordeinder Vermaning is een kerkgebouw gelegen aan Noordeinde 18 in het Noord-Hollandse dorp Noordeinde, in de Schermer nabij Graft in de gemeente Alkmaar.

## Kerkgebouw
Deze zaalkerk werd in 1874 gebouwd voor de Doopsgezinden ter vervanging van een houten kerk die zich aan de overkant van het Noordeinde bevond. Vermaning is de traditionele naam in de Noordelijke Nederlanden voor de bescheiden gebouwen waar de doopsgezinde christenen samenkomen. Het eenbeukige gebouw is ontworpen door J.H. Lehman, maar zijn ontwerp werd vereenvoudigd voordat de bouw begon. De bakstenen, deels witgepleisterde kerk is in sobere, enigszins eclectische trant gebouwd, heeft rondboogvensters en wordt afgedekt door een zadeldak met zwart geglazuurde Hollandse dakpannen. Hoog boven de toegangsdeur bevindt zich een groot cirkelvormig raam met veertien druppels als siermotief in glas in lood. Een kerktoren ontbreekt, zoals vaak bij doopsgezinde kerken. Naast de kerk staat een kleine kosterswoning uit 1881, met een houten klokgevel. Als pastorie diende een aangrenzend woonhuis uit 1862. 
Sinds 1981 is het gebouw niet meer in gebruik als kerk. Het eigendom van de kerk is overgegaan van de Doopsgezinde gemeente naar een stichting. In 2012-2013 onderging het gebouw een restauratie. Het is sindsdien in gebruik als cultureel centrum.
De kerk, met toegangsbrug, kosterswoning en waterput, en de pastorie, met toegangsbrug en schuur, zijn sinds 1997 beschermd als rijksmonument.

## Orgel
In de kerk bevindt zich een eenklaviers pijporgel met aangehangen pedaal, dat in 1793 is gemaakt door de Amsterdamse orgelbouwer Johannes Stephanus Strümphler. Het instrument met mechanische tractuur was oorspronkelijk gemaakt voor de Rooms-katholieke Sint Engelmunduskerk in Driehuis (Velsen), maar werd in 1897 naar deze kerk verplaatst. Het werd daarbij gerestaureerd en enigszins gewijzigd door de firma L. Ypma & Co. In 1992 werd dit orgel opnieuw gerestaureerd door Flentrop Orgelbouw uit Zaandam, die de wijzigingen van 1897 ongedaan maakte. Hierbij werd de vijfdelige orgelkas weer in de oorspronkelijke kleurstelling geschilderd. Bij deze restauratie zijn in sommige pijpen van de Bourdon zestien krantenresten aangetroffen uit 1792, 1837 en 1841.
Dispositie
Het orgel is voorzien van de volgende zeven registers:
1. Bourdon 16 (alleen in de discant)
2. Prestant 8
3. Holpijp 8
4. Octaaf 4
5. Fluit 4
6. Octaaf 2
7. Mixtuur 4 st (door Flentrop hersteld naar het voorbeeld van andere Strümphler-orgels)

## Foto's

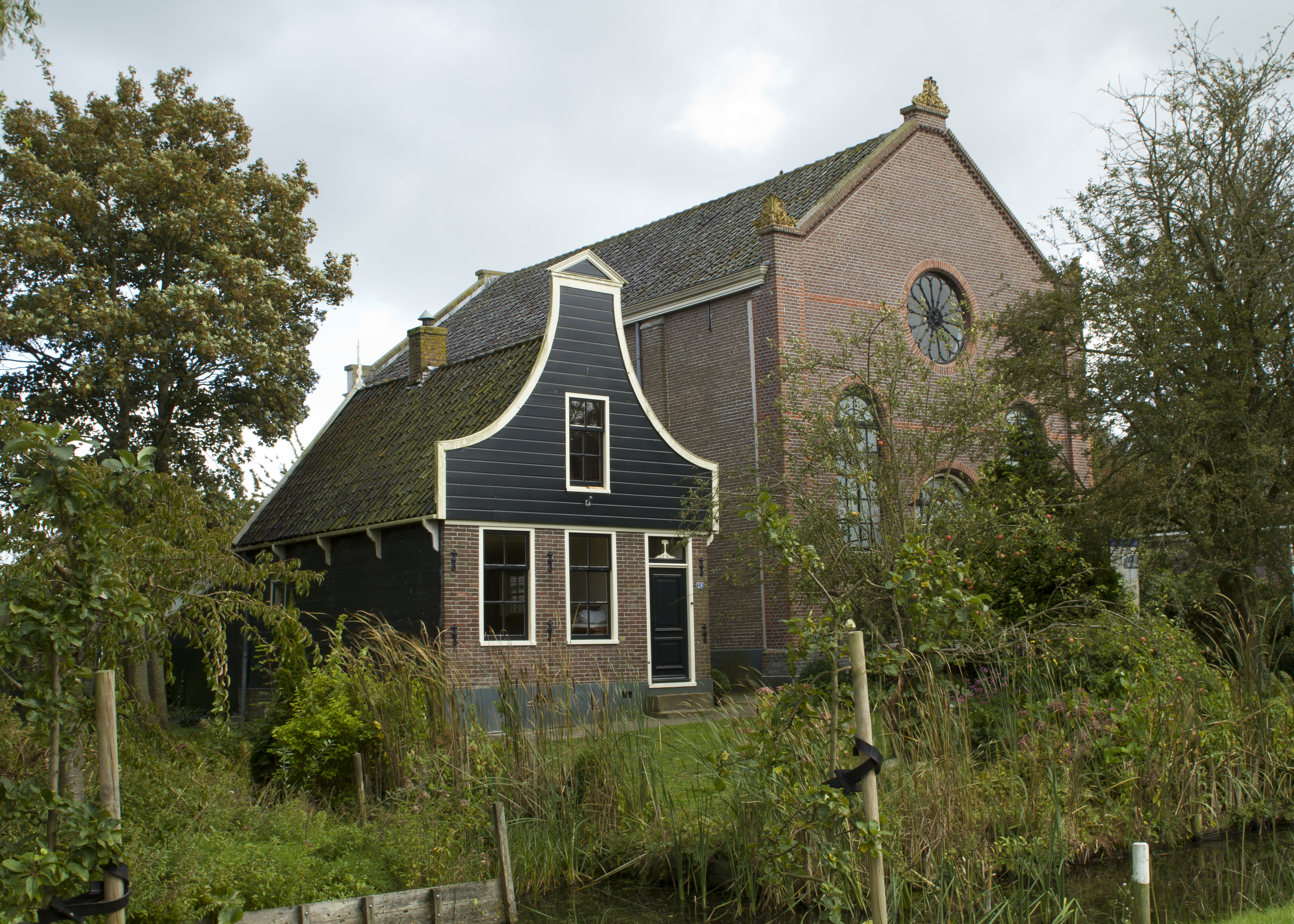
Kosterswoning met klokgevel
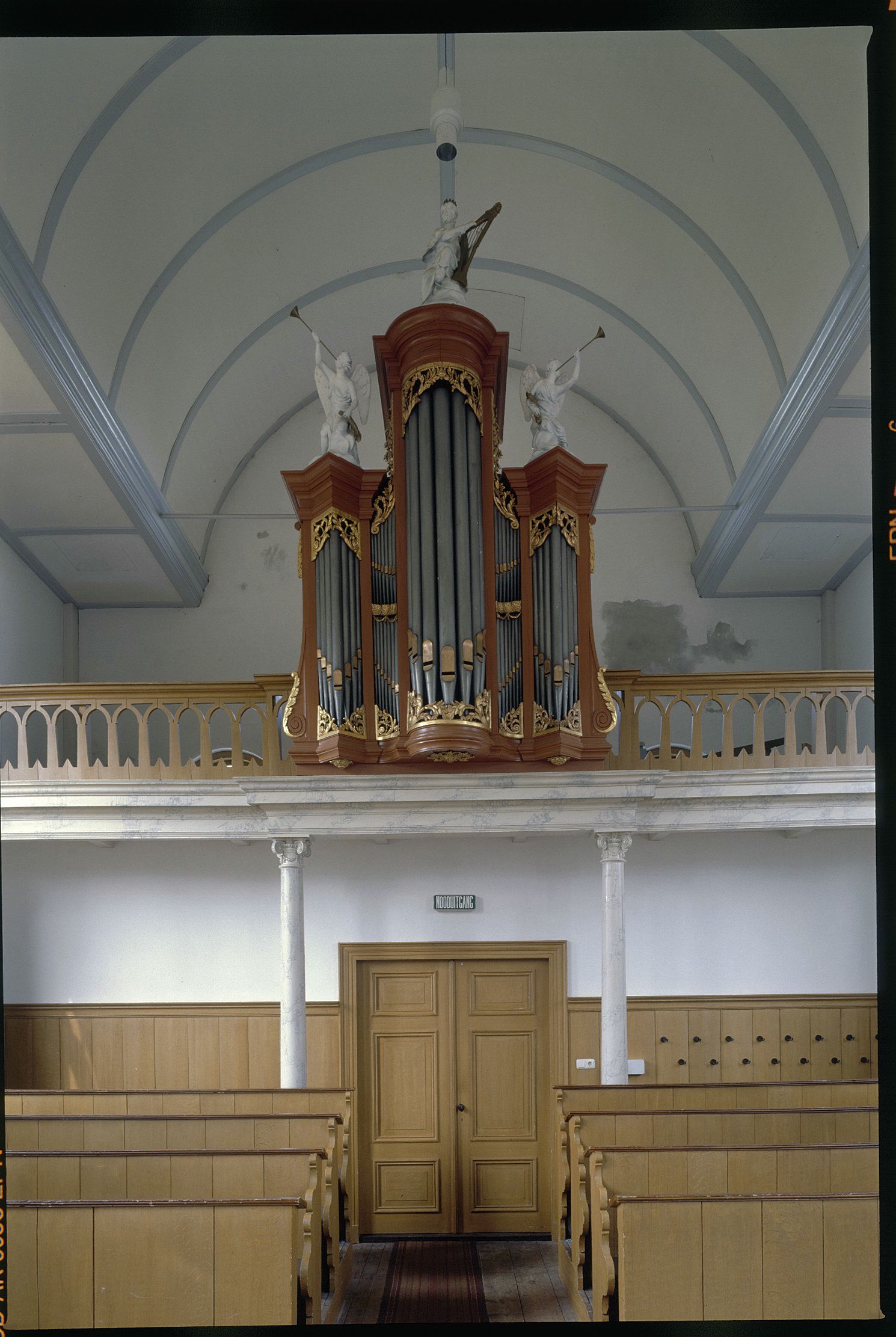
Oksaal met het Strümphlerorgel
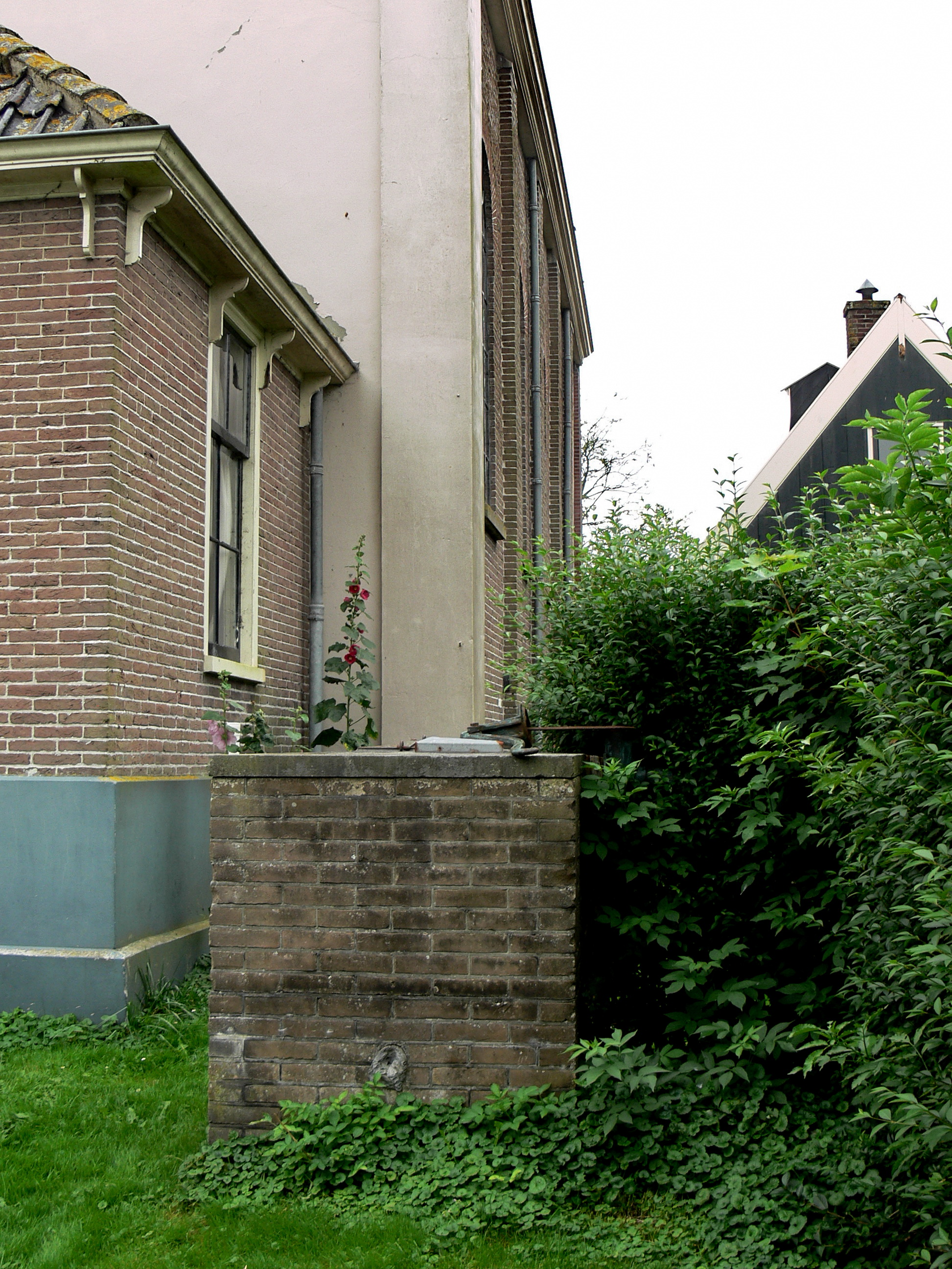
Waterput
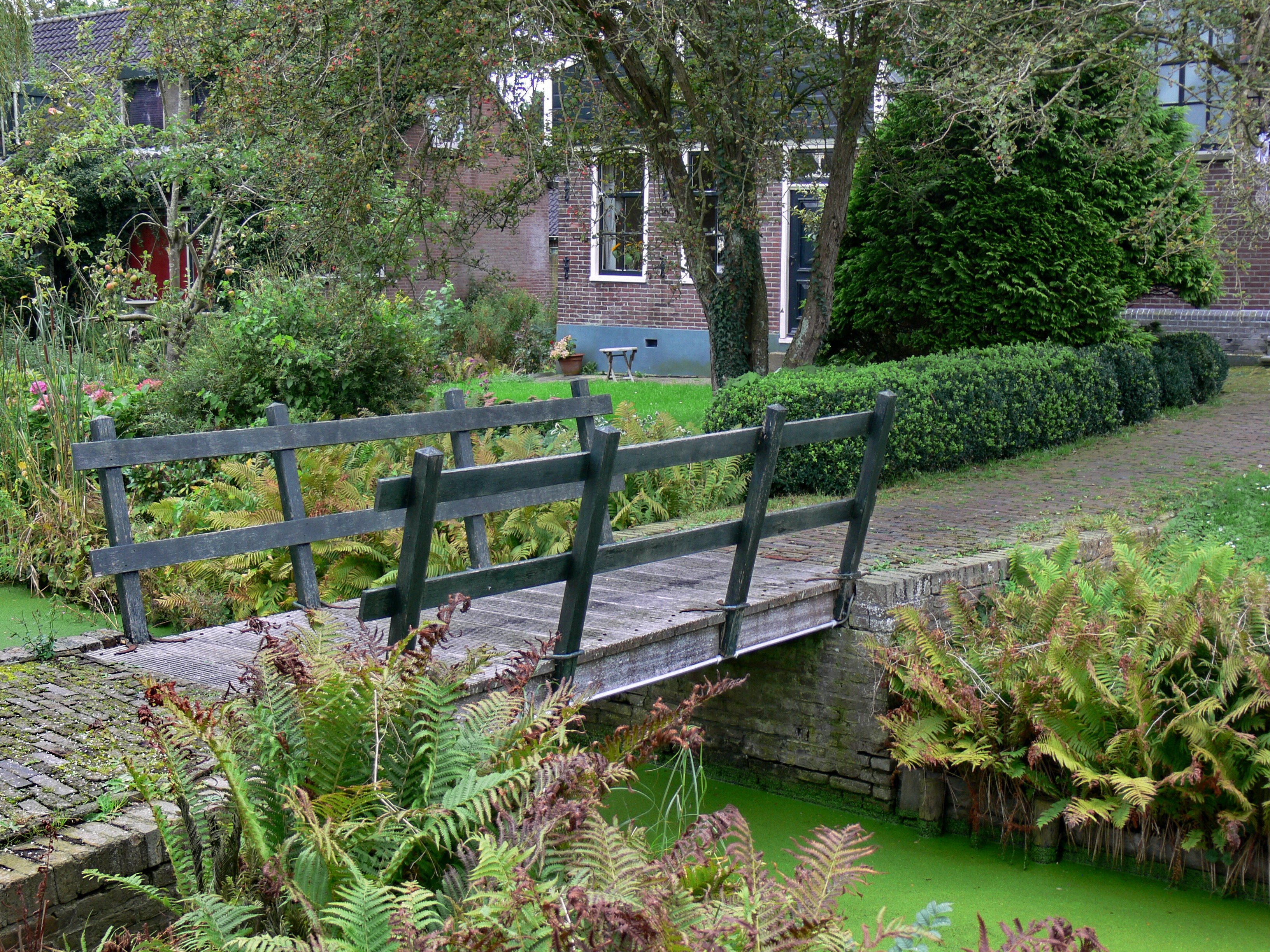
Toegangsbrug